# Batrachoides gilberti
Batrachoides gilberti es una especie de pez del género Batrachoides, familia Batrachoididae. Fue descrita científicamente por Meek & Hildebrand en 1928.
Se distribuye por el Atlántico Centro-Occidental: México; al sur a lo largo de la costa de Centroamérica hasta la zona del canal en Panamá. La longitud estándar (SL) es de 23 centímetros. Habita en aguas dulces y se alimenta de cangrejos, camarones y gasterópodos.
Está clasificada como una especie marina inofensiva para el ser humano.